# 匯賢產業信託
匯賢產業信託（港交所：87001）是長江實業分拆的房地產信託基金，亦是香港首隻以人民幣計價在香港交易所上市的產品。
匯賢產業信託持有主要資產為北京東方廣場，包括東方君悅大酒店、東方新天地商場、東方經貿城寫字樓及東方豪庭服務式公寓的土地使用權。匯賢產業信託上市前，北京東方廣場分別由長江實業、中國人壽、中國銀行、和記黃埔和東方海外分別持有33.4%、20%、20%、18%及8%權益。

## 歷史
匯賢產業信託於2011年4月11日開始公開招股，原有股東計劃出售40%權益，集資金額介乎104.8億至111.6億元人民幣。
匯賢產業信託公開招股獲得2.5倍的超額認購，最終以招股價範圍下限5.24元定價，在4月29日上市。
匯賢產業信託持有的東方廣場土地使用權，會在2049年結束，屆時東方廣場會歸還內地合作單位。
匯賢房託管理有限公司為匯賢產業信託的管理人，由中信証券國際持股40%、而長實及ARA資產管理則各持股30%。
港交所正式批准匯賢產業信託發行認股證，並以港元計算。2011年，匯賢產業信託以9.8億元人民幣向長江實業收購瀋陽麗都喜來登酒店70%權益，該酒店在2013年1月1日更名為瀋陽麗都索菲特酒店。
2014年11月10日，匯賢產業信托宣布以39.1億元向長江實業及和記黃埔收購重慶大都會廣場。
2017年1月，匯賢產業信託宣布向長江實業地產收購重慶海逸酒店全部股權及成都天府麗都喜來登飯店69%股權。
李嘉誠持有匯賢約26.7億股，持倉量53.09%。

## 主要資產
北京東方廣場是中國最大及最具代表性的商業建築群之一，由以下部分組成：東方新天地 - 世界級購物商場；東方經貿城 - 八座甲級寫字樓；東方豪庭公寓 - 兩座服務式公寓大樓；北京東方君悅大酒店 - 擁有825間客房的五星級酒店；停車場 - 約1,900個停車位。
重慶大都會東方廣場位於中國重慶解放碑中央商務區的大型綜合發展項目，由以下部分組成：約90,000平方米的購物商場；超過54,000平方米的甲級寫字樓；停車場 - 353個停車位。
瀋陽麗都索菲特酒店為位於瀋陽的國際五星級酒店，提供：590間裝潢優雅及寬敞舒適的客房、套房及公寓；會議及宴會廳；3,500平方米的俱樂部；餐廳及其他餐飲店；零售商店及及辦公室單位；停車位及其他配套設施。
重慶海逸酒店：座落於重慶解放碑區的五星級酒店；連接大型綜合發展項目—重慶大都會東方廣場。
成都天府麗都喜來登飯店：位於成都的國際五星級酒店，提供387間舒適的客房及套房。

## 外部連結
- 匯賢產業信託網頁（页面存档备份，存于）
- 匯賢產業信託招股章程（页面存档备份，存于）